# Nicolas Beney
Nicolas Beney (Sion, 14 settembre 1980) è un ex calciatore svizzero, portiere.

## Carriera

### Nazionale
Ha partecipato agli Europei Under-21 del 2002.